# Greater Sydney Rams
Maillots

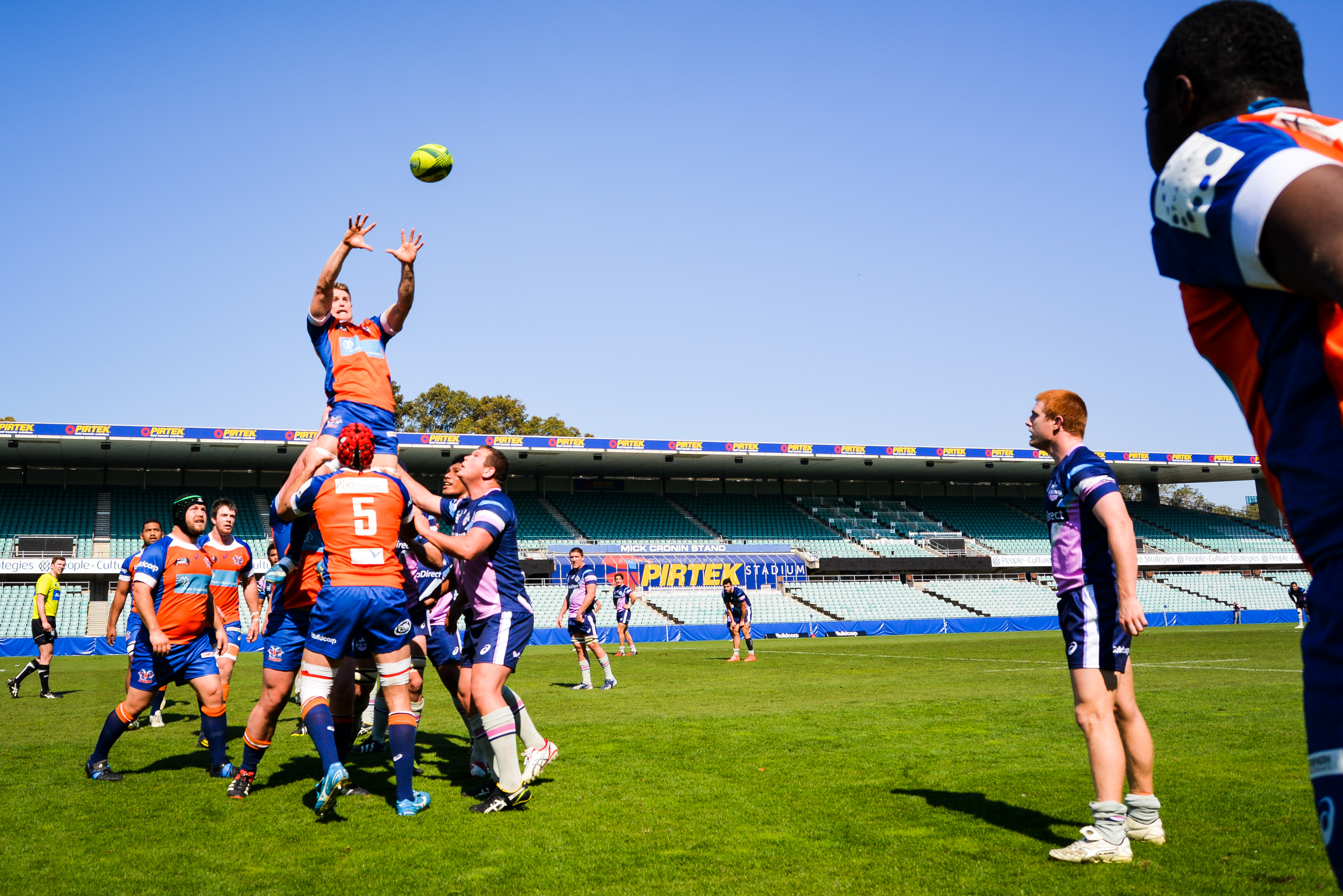
Les Greater Sydney Rams contre Melbourne Rising, 11 octobre 2014.

Les  Greater Sydney Rams  sont une franchise professionnelle de rugby à XV australienne, située à Sydney en Nouvelle-Galles du Sud, fondée en 2014, qui participe au National Rugby Championship. Le club évolua dans l’Australian Rugby Championship (ARC) en 2007 sous le nom de Western Sydney Rams. 

## Historique
Les Western Sydney Rams furent une des trois franchises de la région de Sydney créées à l’occasion du lancement de l’ARC en 2007. Leurs rivaux locaux étaient les Central Coast Rays et les Sydney Fleet. Les joueurs provenaient en partie des New South Wales Waratahs et de joueurs des cinq clubs du championnat des clubs de Sydney, le Shute Shield : Eastern Suburbs, Illawarriors, Randwick, Southern Districts et Sydney University. Les pertes financières ont eu raison de l'ARC qui s'arrêta au bout d'une seule saison et les Rams, demi-finalistes de cette seule édition, furent dissous. En décembre 2013, la fédération australienne de rugby décida la création d'une compétition entre le rugby des clubs et le Super Rugby. Un consortium privé se porta candidat à l'installation d'un club prenant la suite des Rams et s'appuyant sur cinq clubs de la région possédant 25 % du capital : Parramatta Two Blues, Penrith Emus, Southern Districts,West Harbour et Eastwood. Néanmoins, en juillet 2014, Eastwood se retira, invoquant la charge financière trop lourde que représentait cet engagement.

## Identité visuelle
Les couleurs et le logo du club sont les mêmes que celui de l'incarnation précédente du club. Le choix des « béliers » est un hommage à l’élevage des moutons et à l’industrie de la laine, essentielle pour l’économie australienne, et qui a commencé très tôt dans la région de Parramatta. Le nom du club a été légèrement modifié (Greater remplaçant Western).

Logo des Western Sydney Rams de 2007 à 2014.

## Stade
Les Rams jouent au Parramatta Stadium, où évoluent les Parramatta Two Blues, club de première division du championnat de Sydney.

## Palmarès
- Premier de la saison régulière de l'ARC: 2007

## Joueurs célèbres
- Ben Alexander
- Kurtley Beale
- Rob Horne
- James Lakepa
- Tatafu Polota-Nau
- Benn Robinson